# Small Arms Survey
O Small Arms Survey (SAS, "Pesquisa de Armas Leves") é um projeto de pesquisa independente localizado no Instituto de Pós-Graduação em Estudos Internacionais e de Desenvolvimento em Genebra, na Suíça. Fornece informações sobre todos os aspectos das armas de fogo e da violência armada, como um recurso para governos, decisores políticos, investigadores e ativistas, bem como pesquisa sobre questões de armas ligeiras.
A entidade acompanha as iniciativas nacionais e internacionais (governamentais e não-governamentais) e funciona como fórum e escritório de saldos para a partilha de informações. Divulga igualmente medidas e iniciativas de boas práticas relacionadas com as questões relativas às armas de pequeno calibre.
O mandato do SAS é analisar todos os aspectos das armas ligeiras e da violência armada. Fornece pesquisa e análise para apoiar os governos a reduzir a incidência de violência armada e tráfico ilícito através de análises baseadas em evidências. A equipe do projeto inclui especialistas internacionais em estudos de segurança, ciência política, direito, políticas públicas internacionais, estudos de desenvolvimento, economia, resolução de conflitos e sociologia. A equipe trabalha em estreita colaboração com uma rede mundial de investigadores e parceiros.

## História
O Small Arms Survey foi criado em 1999 "por iniciativa" do Departamento Federal dos Negócios Estrangeiros (FDFA) da da Suíça e "em conjunto com outros governos interessados". Eles colocaram o projeto sob a tutela do Instituto de Pós-Graduação em Estudos Internacionais e de Desenvolvimento (em inglês:  Graduate Institute of International and Development Studies, IHEID).
Em julho de 1999, Keith Krause tornou-se o fundador e diretor do programa. Um canadense nascido em 1960, é um cientista político que escreveu a sua tese de doutoramento, na Universidade de Oxford, sobre a questão das transferências internacionais de armas e é professor de política internacional no IHEID desde 1994, permaneceu nessa posição até dezembro de 2015.

## Projetos em foco
O Small Arms Survey é o anfitrião do Secretariado da Declaração de Genebra Sobre a Violência Armada e o Desenvolvimento. Avaliação de Base de Segurança Humana do Small Arms Survey para Sudão e Sudão do Sul, o projeto apoia iniciativas de redução da violência, incluindo programas de desarmamento, desmobilização e reintegração, regimes de Incentivo à recolha de armas civis e à reforma do sector da segurança, e intervenções de controlo de armas em todo o Sudão.
O projeto Avaliação de Segurança no Norte da África (em inglês:  Security Assessment in North Africa) apoia esforços para construir um ambiente mais seguro no Norte da África e na região do Sahel-Saara. O projeto produz pesquisas e análises baseadas em evidências sobre a disponibilidade e circulação de armas portáteis, a dinâmica de grupos armados emergentes e a insegurança relacionada. A pesquisa destaca os efeitos das recentes revoltas e conflitos armados na região na segurança da comunidade.

## Relatório de 2018
Em 2018, o Small Arms Survey relatou que existem mais de um bilhão de armas ligeiras distribuídas globalmente, das quais 857 milhões (cerca de 85%) estão em mãos civis. De acordo com as estimativas do Small Arms Survey, os civis norte-americanos representam, por si só, 393 milhões (cerca de 46%) do total mundial de armas de fogo portadas por civis. Isto equivale a “120,5 armas de fogo por cada 100 residentes”.
Segundo o relatório, as forças armadas do mundo controlam cerca de 133 milhões (cerca de 13%) do total global de armas ligeiras, das quais mais de 43% pertencem a dois países: a Federação Russa (30,3 milhões) e a República Popular da China (27,5 milhões). E as agências policiais do mundo controlam cerca de 23 milhões (cerca de 2%) do total global de armas portáteis.

## Distribuição global de armas de fogo
| Local                                                  | Armas de fogo portadas por civis | População em 2017 | Armas de fogo dos civis por 100 pessoas | Armas de fogo das forças armadas | Armas de fogo da polícia |
| ------------------------------------------------------ | -------------------------------- | ----------------- | --------------------------------------- | -------------------------------- | ------------------------ |
| Total de armas de fogo = aproximadamente 1.013.000.000 | 857,000,000                      | -                 | -                                       | 133,000,000                      | 23,000,000               |
| Afeganistão                                            | 4,270,000                        | 34,169,000        | 12.5                                    | 331,170                          | 239,000                  |
| Albânia                                                | 350,000                          | 2,911,000         | 12.0                                    | 21,750                           | 19,000                   |
| Argélia                                                | 877,000                          | 41,064,000        | 2.1                                     | 637,720                          | 363,000                  |
| Samoa Americana                                        | 400                              | 56,000            | 0.7                                     | -                                | 90                       |
| Andorra                                                | 10,000                           | 69,000            | 14.1                                    | -                                | 976                      |
| Angola                                                 | 2,982,000                        | 26,656,000        | 11.2                                    | 203,300                          | 60,000                   |
| Antígua e Barbuda                                      | 5,000                            | 94,000            | 5.4                                     | 438                              | 800                      |
| Argentina                                              | 3,256,000                        | 44,272,000        | 7.4                                     | 679,770                          | 391,000                  |
| Armênia                                                | 186,000                          | 3,032,000         | 6.1                                     | 509,240                          | 18,000                   |
| Aruba                                                  | 3,000                            | 105,000           | 2.6                                     | -                                | 700                      |
| Austrália                                              | 3,573,000                        | 24,642,000        | 14.5                                    | 214,520                          | 69,000                   |
| Áustria                                                | 2,577,000                        | 8,592,000         | 30.0                                    | 240,880                          | 37,900                   |
| Azerbaijão                                             | 362,000                          | 9,974,000         | 3.6                                     | 537,920                          | 18,000                   |
| Bahamas                                                | 74,000                           | 397,000           | 18.8                                    | 2,470                            | 5,000                    |
| Bahrein                                                | 181,000                          | 1,419,000         | 12.8                                    | 25,796                           | 20,000                   |
| Bangladesh                                             | 659,000                          | 164,828,000       | 0.4                                     | 410,305                          | 333,000                  |
| Barbados                                               | 10,000                           | 286,000           | 3.5                                     | 1,675                            | 2,000                    |
| Bielorrússia                                           | 581,000                          | 9,459,000         | 6.1                                     | 780,600                          | 165,000                  |
| Bélgica                                                | 1,451,000                        | 11,444,000        | 12.7                                    | 80,880                           | 78,000                   |
| Belize                                                 | 37,000                           | 375,000           | 10.0                                    | 3,690                            | 2,000                    |
| Benim                                                  | 33,000                           | 11,459,000        | 0.3                                     | 8,700                            | 26,000                   |
| Bermudas                                               | 3,000                            | 61,000            | 4.6                                     | -                                | 500                      |
| Butão                                                  | 6,000                            | 793,000           | 0.8                                     | 15,200                           | 4,000                    |
| Bolívia                                                | 218,000                          | 11,053,000        | 2.0                                     | 87,590                           | 42,000                   |
| Bósnia e Herzegovina                                   | 1,185,000                        | 3,793,000         | 31.2                                    | 27,300                           | 29,000                   |
| Botswana                                               | 97,000                           | 2,344,000         | 4.1                                     | 17,100                           | 11,000                   |
| Brasil                                                 | 17,510,000                       | 211,243,000       | 8.3                                     | 1,316,300                        | 803,000                  |
| Brunei Darussalam                                      | 6,000                            | 434,000           | 1.4                                     | 20,220                           | 4,000                    |
| Bulgária                                               | 590,000                          | 7,045,000         | 8.4                                     | 176,640                          | 59,400                   |
| Burquina Fasso                                         | 175,000                          | 19,173,000        | 0.9                                     | 43,780                           | 43,000                   |
| Burundi                                                | 238,000                          | 11,936,000        | 2.0                                     | 75,960                           | 24,278                   |
| Cabo Verde                                             | 31,000                           | 533,000           | 5.7                                     | 2,280                            | 19,000                   |
| Camboja                                                | 717,000                          | 16,076,000        | 4.5                                     | 258,670                          | 64,000                   |
| Camarões                                               | 510,000                          | 24,514,000        | 2.1                                     | 27,360                           | 15,000                   |
| Canadá                                                 | 12,708,000                       | 36,626,000        | 34.7                                    | 233,949                          | 103,000                  |
| Ilhas Cayman                                           | 6,000                            | 62,000            | 9.2                                     | -                                | 400                      |
| República Centro-Africana                              | 94,000                           | 5,099,000         | 1.8                                     | 8,580                            | 10,000                   |
| Chade                                                  | 151,000                          | 14,965,000        | 1.0                                     | 25,020                           | 34,000                   |
| Ilhas do Canal                                         | 23,000                           | 165,000           | 14.0                                    | -                                | 500                      |
| Chile                                                  | 2,220,000                        | 18,313,000        | 12.1                                    | 311,900                          | 66,000                   |
| China                                                  | 49,735,000                       | 1,388,233,000     | 3.6                                     | 27,466,400                       | 1,971,000                |
| Macau                                                  | 22,000                           | 606,000           | 3.6                                     | -                                | 4,000                    |
| Ilha Christmas                                         | 0                                | 2,000             | 0.0                                     | -                                | 50                       |
| Colômbia                                               | 4,971,000                        | 49,068,000        | 10.1                                    | 350,689                          | 283,000                  |
| Comores                                                | 12,000                           | 826,000           | 1.5                                     | 600                              | 2,000                    |
| República do Congo                                     | 119,000                          | 4,866,000         | 2.4                                     | 12,000                           | 11,000                   |
| Costa Rica                                             | 493,000                          | 4,906,000         | 10.0                                    | -                                | 17,000                   |
| Costa do Marfim                                        | 1,049,000                        | 23,816,000        | 4.4                                     | 33,045                           | 15,000                   |
| Croácia                                                | 576,000                          | 4,210,000         | 13.7                                    | 75,120                           | 39,000                   |
| Cuba                                                   | 234,000                          | 11,390,000        | 2.1                                     | 958,100                          | 42,000                   |
| Curaçau                                                | 4,000                            | 160,000           | 2.6                                     | -                                | 600                      |
| Chipre do Norte                                        | 61,000                           | 349,000           | 17.4                                    | -                                | 2,000                    |
| República de Chipre                                    | 285,000                          | 839,000           | 34.0                                    | 99,000                           | 11,000                   |
| República Tcheca                                       | 1,323,000                        | 10,555,000        | 12.5                                    | 157,233                          | 76,000                   |
| República Democrática do Congo                         | 946,000                          | 82,243,000        | 1.2                                     | 161,100                          | 46,000                   |
| Dinamarca                                              | 567,000                          | 5,712,000         | 9.9                                     | 124,120                          | 20,000                   |
| Djibuti                                                | 28,000                           | 911,000           | 3.1                                     | 19,855                           | 5,000                    |
| Dominica                                               | 5,000                            | 73,000            | 6.2                                     | -                                | 600                      |
| República Dominicana                                   | 795,000                          | 10,767,000        | 7.4                                     | 106,495                          | 46,000                   |
| Equador                                                | 402,000                          | 16,626,000        | 2.4                                     | 253,668                          | 41,000                   |
| Egito                                                  | 3,931,000                        | 95,215,000        | 4.1                                     | 1,544,750                        | 1,530,000                |
| El Salvador                                            | 737,000                          | 6,167,000         | 12.0                                    | 127,840                          | 30,000                   |
| Inglaterra e País de Gales                             | 2,731,000                        | 58,877,000        | 4.6                                     | -                                | 28,000                   |
| Guiné Equatorial                                       | 112,000                          | 894,000           | 12.5                                    | 2,760                            | 2,000                    |
| Eritreia                                               | 23,000                           | 5,482,000         | 0.4                                     | 668,550                          | 12,000                   |
| Estônia                                                | 65,000                           | 1,306,000         | 5.0                                     | 38,760                           | 18,000                   |
| Etiópia                                                | 377,000                          | 104,345,000       | 0.4                                     | 525,600                          | 79,000                   |
| Ilhas Falklands                                        | 2,000                            | 3,000             | 62.1                                    | -                                | 30                       |
| Ilhas Feroé                                            | 5,000                            | 49,000            | 9.9                                     | -                                | 200                      |
| Fiji                                                   | 5,000                            | 903,000           | 0.5                                     | 16,700                           | 2,000                    |
| Finlândia                                              | 1,793,000                        | 5,541,000         | 32.4                                    | 475,030                          | 14,000                   |
| França                                                 | 12,732,000                       | 64,939,000        | 19.6                                    | 566,430                          | 497,000                  |
| Guiana Francesa                                        | 55,000                           | 283,000           | 19.6                                    | –                                | 2,000                    |
| Polinésia Francesa                                     | 7,000                            | 289,000           | 2.5                                     | -                                | 400                      |
| Gabão                                                  | 61,000                           | 1,801,000         | 3.4                                     | 5,640                            | 4,000                    |
| Gâmbia                                                 | 137,000                          | 2,120,000         | 6.5                                     | 1,080                            | 5,000                    |
| Geórgia                                                | 402,000                          | 3,973,000         | 10.1                                    | 63,950                           | 41,000                   |
| Alemanha                                               | 15,822,000                       | 80,636,000        | 19.6                                    | 483,016                          | 466,000                  |
| Gana                                                   | 2,280,000                        | 28,657,000        | 8.0                                     | 18,600                           | 28,000                   |
| Gibraltar                                              | 1,000                            | 32,000            | 4.1                                     | -                                | 600                      |
| Grécia                                                 | 1,920,000                        | 10,893,000        | 17.6                                    | 642,510                          | 99,000                   |
| Groenlândia                                            | 13,000                           | 56,000            | 22.3                                    | –                                | 300                      |
| Granada                                                | 5,000                            | 108,000           | 4.6                                     | –                                | 1,000                    |
| Guadalupe                                              | 40,000                           | 472,000           | 8.5                                     | -                                | 2,000                    |
| Guam                                                   | 20,000                           | 174,000           | 11.5                                    | -                                | 500                      |
| Guatemala                                              | 2,062,000                        | 17,005,000        | 12.1                                    | 160,600                          | 43,000                   |
| Guiné                                                  | 130,000                          | 13,291,000        | 1.0                                     | 23,080                           | 13,000                   |
| Guiné-Bissau                                           | 29,000                           | 1,933,000         | 1.5                                     | 10,260                           | 4,000                    |
| Guiana                                                 | 122,000                          | 774,000           | 15.8                                    | 10,890                           | 4,000                    |
| Haiti                                                  | 291,000                          | 10,983,000        | 2.6                                     | 380                              | 15,000                   |
| Santa Sé                                               | 0                                | 1,000             | 0.0                                     | -                                | 200                      |
| Honduras                                               | 1,171,000                        | 8,305,000         | 14.1                                    | 107,720                          | 29,000                   |
| Hong Kong                                              | 265,000                          | 7,402,000         | 3.6                                     | -                                | 28,000                   |
| Hungria                                                | 1,023,000                        | 9,788,000         | 10.5                                    | 147,880                          | 17,000                   |
| Islândia                                               | 106,000                          | 334,000           | 31.7                                    | 650                              | 590                      |
| Índia                                                  | 71,101,000                       | 1,342,513,000     | 5.3                                     | 3,900,000                        | 1,700,000                |
| Indonésia                                              | 82,000                           | 263,510,000       | 0.0                                     | 1,711,450                        | 429,000                  |
| Irã                                                    | 5,890,000                        | 80,946,000        | 7.3                                     | 3,333,550                        | 98,000                   |
| Iraque                                                 | 7,588,000                        | 38,654,000        | 19.6                                    | 611,000                          | 56,000                   |
| Irlanda                                                | 342,000                          | 4,749,000         | 7.2                                     | 26,636                           | 3,000                    |
| Israel                                                 | 557,000                          | 8,323,000         | 6.7                                     | 1,016,900                        | 41,000                   |
| Itália                                                 | 8,609,000                        | 59,798,000        | 14.4                                    | 502,960                          | 273,000                  |
| Jamaica                                                | 246,000                          | 2,813,000         | 8.8                                     | 8,681                            | 12,000                   |
| Japão                                                  | 377,000                          | 126,045,000       | 0.3                                     | 745,514                          | 252,000                  |
| Jordânia                                               | 1,473,000                        | 7,877,000         | 18.7                                    | 286,450                          | 60,000                   |
| Cazaquistão                                            | 504,000                          | 18,064,000        | 2.8                                     | 375,690                          | 65,000                   |
| Quênia                                                 | 750,000                          | 48,467,000        | 1.5                                     | 45,790                           | 51,527                   |
| Kiribati                                               | 900                              | 116,000           | 0.8                                     | -                                | 200                      |
| Coreia do Norte                                        | 76,000                           | 25,405,000        | 0.3                                     | 8,363,100                        | 76,000                   |
| Coreia do Sul                                          | 79,000                           | 50,705,000        | 0.2                                     | 2,688,020                        | 115,000                  |
| Kosovo                                                 | 436,000                          | 1,831,000         | 23.8                                    | 9,500                            | 21,000                   |
| Kuwait                                                 | 685,000                          | 4,100,000         | 16.7                                    | 82,580                           | 11,000                   |
| Quirguistão                                            | 171,000                          | 6,125,000         | 2.8                                     | 145,010                          | 18,000                   |
| Laos                                                   | 215,000                          | 7,038,000         | 3.0                                     | 224,690                          | 21,000                   |
| Letônia                                                | 205,000                          | 1,945,000         | 10.5                                    | 27,936                           | 17,000                   |
| Líbano                                                 | 1,927,000                        | 6,039,000         | 31.9                                    | 130,150                          | 41,000                   |
| Lesoto                                                 | 105,000                          | 2,185,000         | 4.8                                     | 2,400                            | 5,000                    |
| Libéria                                                | 97,000                           | 4,730,000         | 2.1                                     | 2,520                            | 5,000                    |
| Líbia                                                  | 851,000                          | 6,409,000         | 13.3                                    | -                                | -                        |
| Liechtenstein                                          | 11,000                           | 38,000            | 28.8                                    | -                                | 200                      |
| Lituânia                                               | 385,000                          | 2,831,000         | 13.6                                    | 81,240                           | 17,000                   |
| Luxemburgo                                             | 110,000                          | 584,000           | 18.9                                    | 2,340                            | 5,000                    |
| Macedônia do Norte                                     | 621,000                          | 2,083,000         | 29.8                                    | 29,530                           | 21,000                   |
| Madagascar                                             | 168,000                          | 25,613,000        | 0.7                                     | 25,320                           | 20,000                   |
| Malawi                                                 | 47,000                           | 18,299,000        | 0.3                                     | 24,480                           | 8,400                    |
| Malásia                                                | 217,000                          | 31,164,000        | 0.7                                     | 428,170                          | 102,000                  |
| Maldivas                                               | 23,000                           | 376,000           | 6.2                                     | 9,500                            | 3,000                    |
| Mali                                                   | 206,000                          | 18,690,000        | 1.1                                     | 15,800                           | 3,000                    |
| Malta                                                  | 119,000                          | 421,000           | 28.3                                    | 5,547                            | 1,637                    |
| Ilhas Marshall                                         | 300                              | 53,000            | 0.5                                     | -                                | 80                       |
| Martinica                                              | 34,000                           | 396,000           | 8.5                                     | -                                | 1,000                    |
| Mauritânia                                             | 120,000                          | 4,266,000         | 2.8                                     | 22,820                           | 10,000                   |
| Maurício                                               | 106,000                          | 1,281,000         | 8.3                                     | 4,845                            | 11,000                   |
| México                                                 | 16,809,000                       | 130,223,000       | 12.9                                    | 895,285                          | 591,000                  |
| Micronésia                                             | 700                              | 106,000           | 0.7                                     | -                                | 200                      |
| Moldávia                                               | 121,000                          | 4,055,000         | 3.0                                     | 98,600                           | 21,000                   |
| Mônaco                                                 | 7,000                            | 38,000            | 19.6                                    | -                                | 1,000                    |
| Mongólia                                               | 242,000                          | 3,052,000         | 7.9                                     | 323,400                          | 7,000                    |
| Montenegro                                             | 245,000                          | 626,000           | 39.1                                    | 5,396                            | 8,000                    |
| Montserrate                                            | 300                              | 5,000             | 5.4                                     | -                                | 90                       |
| Marrocos                                               | 1,690,000                        | 35,241,000        | 4.8                                     | 588,020                          | 91,000                   |
| Moçambique                                             | 1,337,000                        | 29,538,000        | 4.5                                     | 60,000                           | 24,000                   |
| Myanmar                                                | 877,000                          | 54,836,000        | 1.6                                     | 788,900                          | 76,000                   |
| Namíbia                                                | 396,000                          | 2,569,000         | 15.4                                    | 11,880                           | 15,000                   |
| Nauru                                                  | 0                                | 10,000            | 0.0                                     | -                                | 60                       |
| Nepal                                                  | 444,000                          | 29,187,000        | 1.5                                     | 183,540                          | 62,000                   |
| Países Baixos                                          | 442,000                          | 17,033,000        | 2.6                                     | 108,676                          | 96,000                   |
| Nova Caledônia                                         | 115,000                          | 270,000           | 42.5                                    | -                                | 700                      |
| Nova Zelândia                                          | 1,212,000                        | 4,605,000         | 26.3                                    | 38,280                           | 13,000                   |
| Nicarágua                                              | 323,000                          | 6,218,000         | 5.2                                     | 261,800                          | 8,590                    |
| Níger                                                  | 117,000                          | 21,564,000        | 0.5                                     | 11,110                           | 10,000                   |
| Nigéria                                                | 6,154,000                        | 191,836,000       | 3.2                                     | 224,200                          | 362,400                  |
| Irlanda do Norte                                       | 206,000                          | 1,873,000         | 11.0                                    | -                                | 13,000                   |
| Ilhas Marianas Setentrionais                           | 1,000                            | 56,000            | 2.6                                     | -                                | 80                       |
| Noruega                                                | 1,537,000                        | 5,331,000         | 28.8                                    | 188,646                          | 13,000                   |
| Omã                                                    | 792,000                          | 4,741,000         | 16.7                                    | 118,360                          | 31,000                   |
| Paquistão                                              | 43,917,000                       | 196,744,000       | 22.3                                    | 2,315,480                        | 944,000                  |
| Palau                                                  | 100                              | 22,000            | 0.5                                     | -                                | 30                       |
| Territórios Palestinos                                 | 56,000                           | 4,952,000         | 1.1                                     | 44,410                           | 33,000                   |
| Panamá                                                 | 436,000                          | 4,051,000         | 10.8                                    | -                                | 30,000                   |
| Papua-Nova Guiné                                       | 79,000                           | 7,934,000         | 1.0                                     | 7,200                            | 4,800                    |
| Paraguai                                               | 1,140,000                        | 6,812,000         | 16.7                                    | 235,780                          | 21,000                   |
| Peru                                                   | 633,000                          | 32,166,000        | 2.0                                     | 473,400                          | 142,000                  |
| Filipinas                                              | 3,776,000                        | 103,797,000       | 3.6                                     | 454,700                          | 139,043                  |
| Polônia                                                | 968,000                          | 38,564,000        | 2.5                                     | 307,200                          | 188,000                  |
| Portugal                                               | 2,186,000                        | 10,265,000        | 21.3                                    | 333,640                          | 89,000                   |
| Porto Rico                                             | 422,000                          | 3,679,000         | 11.5                                    | -                                | 26,000                   |
| Puntlândia                                             | 246,000                          | 1,995,000         | 12.3                                    | 3,600                            | 8,000                    |
| Qatar                                                  | 390,000                          | 2,338,000         | 16.7                                    | 30,680                           | 5,000                    |
| Reunião                                                | 171,000                          | 873,000           | 19.6                                    | -                                | 2,000                    |
| Romênia                                                | 506,000                          | 19,238,000        | 2.6                                     | 240,180                          | 251,000                  |
| Rússia                                                 | 17,620,000                       | 143,375,000       | 12.3                                    | 30,272,900                       | 2,432,000                |
| Ruanda                                                 | 66,000                           | 12,160,000        | 0.5                                     | 66,500                           | 14,000                   |
| São Cristóvão e Neves                                  | 2,000                            | 57,000            | 3.4                                     | -                                | 600                      |
| Santa Lúcia                                            | 6,000                            | 188,000           | 3.4                                     | -                                | 1,000                    |
| São Martinho                                           | 3,000                            | 32,000            | 8.5                                     | -                                | 100                      |
| São Vicente e Granadinas                               | 4,000                            | 110,000           | 3.4                                     | -                                | 1,000                    |
| Samoa                                                  | 20,000                           | 196,000           | 10.1                                    | -                                | 400                      |
| San Marino                                             | 5,000                            | 32,000            | 14.4                                    | -                                | 300                      |
| São Tomé e Príncipe                                    | 7,000                            | 198,000           | 3.4                                     | 570                              | 100                      |
| Arábia Saudita                                         | 5,468,000                        | 32,743,000        | 16.7                                    | 481,350                          | 214,000                  |
| Escócia                                                | 305,000                          | 5,436,000         | 5.6                                     | -                                | 2,000                    |
| Senegal                                                | 323,000                          | 16,054,000        | 2.0                                     | 16,320                           | 6,000                    |
| Sérvia                                                 | 2,719,000                        | 6,946,000         | 39.1                                    | 384,422                          | 53,100                   |
| Seicheles                                              | 4,000                            | 98,000            | 4.1                                     | 798                              | 200                      |
| Serra Leoa                                             | 35,000                           | 6,733,000         | 0.5                                     | 10,200                           | 12,000                   |
| Singapura                                              | 20,000                           | 5,785,000         | 0.3                                     | 574,140                          | 9,000                    |
| São Martinho                                           | 2,000                            | 40,000            | 4.2                                     | -                                | 300                      |
| Eslováquia                                             | 355,000                          | 5,432,000         | 6.5                                     | 33,150                           | 43,000                   |
| Eslovênia                                              | 324,000                          | 2,071,000         | 15.6                                    | 131,686                          | 13,000                   |
| Ilhas Salomão                                          | 1,000                            | 606,000           | 0.2                                     | -                                | 70                       |
| Somália                                                | 1,145,000                        | 9,225,000         | 12.4                                    | 37,620                           | 8,000                    |
| Somalilândia                                           | 456,000                          | 3,823,000         | 11.9                                    | 23,750                           | 4,000                    |
| África do Sul                                          | 5,351,000                        | 55,436,000        | 9.7                                     | 350,636                          | 250,481                  |
| Sudão do Sul                                           | 1,255,000                        | 13,096,000        | 9.6                                     | 351,500                          | 42,000                   |
| Espanha                                                | 3,464,000                        | 46,070,000        | 7.5                                     | 333,660                          | 264,196                  |
| Sri Lanka                                              | 494,000                          | 20,905,000        | 2.4                                     | 509,700                          | 134,000                  |
| Sudão                                                  | 2,768,000                        | 42,166,000        | 6.6                                     | 590,170                          | 129,000                  |
| Suriname                                               | 88,000                           | 552,000           | 15.9                                    | 5,985                            | 2,000                    |
| Suazilândia                                            | 64,000                           | 1,320,000         | 4.8                                     | 5,700                            | 4,000                    |
| Suécia                                                 | 2,296,000                        | 9,921,000         | 23.1                                    | 139,180                          | 38,000                   |
| Suíça                                                  | 2,332,000                        | 8,454,000         | 27.6                                    | 324,484                          | 34,000                   |
| Síria                                                  | 1,547,000                        | 18,907,000        | 8.2                                     | 655,500                          | 124,000                  |
| Taiwan                                                 | 10,000                           | 23,405,000        | 0.0                                     | 2,022,150                        | 76,000                   |
| Tajiquistão                                            | 37,000                           | 8,858,000         | 0.4                                     | 56,490                           | 9,000                    |
| Tanzânia                                               | 427,000                          | 56,878,000        | 0.8                                     | 190,050                          | 37,000                   |
| Tailândia                                              | 10,342,000                       | 68,298,000        | 15.1                                    | 1,052,815                        | 230,000                  |
| Timor-Leste                                            | 3,000                            | 1,237,000         | 0.3                                     | 2,527                            | 4,000                    |
| Togo                                                   | 58,000                           | 7,692,000         | 0.8                                     | 12,850                           | 5,000                    |
| Tonga                                                  | 9,000                            | 108,000           | 8.0                                     | -                                | 200                      |
| Trindade e Tobago                                      | 43,000                           | 1,369,000         | 3.2                                     | 7,695                            | 9,000                    |
| Tunísia                                                | 123,000                          | 11,495,000        | 1.1                                     | 68,020                           | 73,000                   |
| Turquia                                                | 13,249,000                       | 80,418,000        | 16.5                                    | 1,390,180                        | 620,000                  |
| Turcomenistão                                          | 23,000                           | 5,503,000         | 0.4                                     | 184,700                          | 27,000                   |
| Ilhas Turcas e Caicos                                  | 1,000                            | 35,000            | 3.3                                     | -                                | 100                      |
| Tuvalu                                                 | 100                              | 10,000            | 1.2                                     | -                                | 26                       |
| Uganda                                                 | 331,000                          | 41,653,000        | 0.8                                     | 116,660                          | 54,000                   |
| Ucrânia                                                | 4,396,000                        | 44,405,000        | 9.9                                     | 6,600,000                        | 289,000                  |
| Emirados Árabes Unidos                                 | 1,569,000                        | 9,398,000         | 16.7                                    | 163,800                          | 41,000                   |
| Reino Unido                                            | 3,242,000                        | 66,186,000        | 4.9                                     | 539,680                          | 43,000                   |
| Estados Unidos                                         | 393,347,000                      | 326,474,000       | 120.5                                   | 4,535,380                        | 1,016,000                |
| Uruguai                                                | 1,198,000                        | 3,457,000         | 34.7                                    | 62,130                           | 30,000                   |
| Uzbequistão                                            | 127,000                          | 30,691,000        | 0.4                                     | 268,400                          | 150,000                  |
| Vanuatu                                                | 11,000                           | 276,000           | 3.9                                     | -                                | 350                      |
| Venezuela                                              | 5,895,000                        | 31,926,000        | 18.5                                    | 353,300                          | 173,000                  |
| Vietnã                                                 | 1,562,000                        | 95,415,000        | 1.6                                     | 3,829,200                        | 285,000                  |
| Ilhas Virgens Britânicas                               | 300                              | 31,000            | 0.8                                     | -                                | 500                      |
| Ilhas Virgens Americanas                               | 18,000                           | 107,000           | 16.6                                    | -                                | 300                      |
| Iêmen                                                  | 14,859,000                       | 28,120,000        | 52.8                                    | 28,500                           | -                        |
| Zâmbia                                                 | 158,000                          | 17,238,000        | 0.9                                     | 41,040                           | 16,000                   |
| Zimbábue                                               | 455,000                          | 16,338,000        | 2.8                                     | 91,580                           | 23,000                   |

## Posse de armas americana

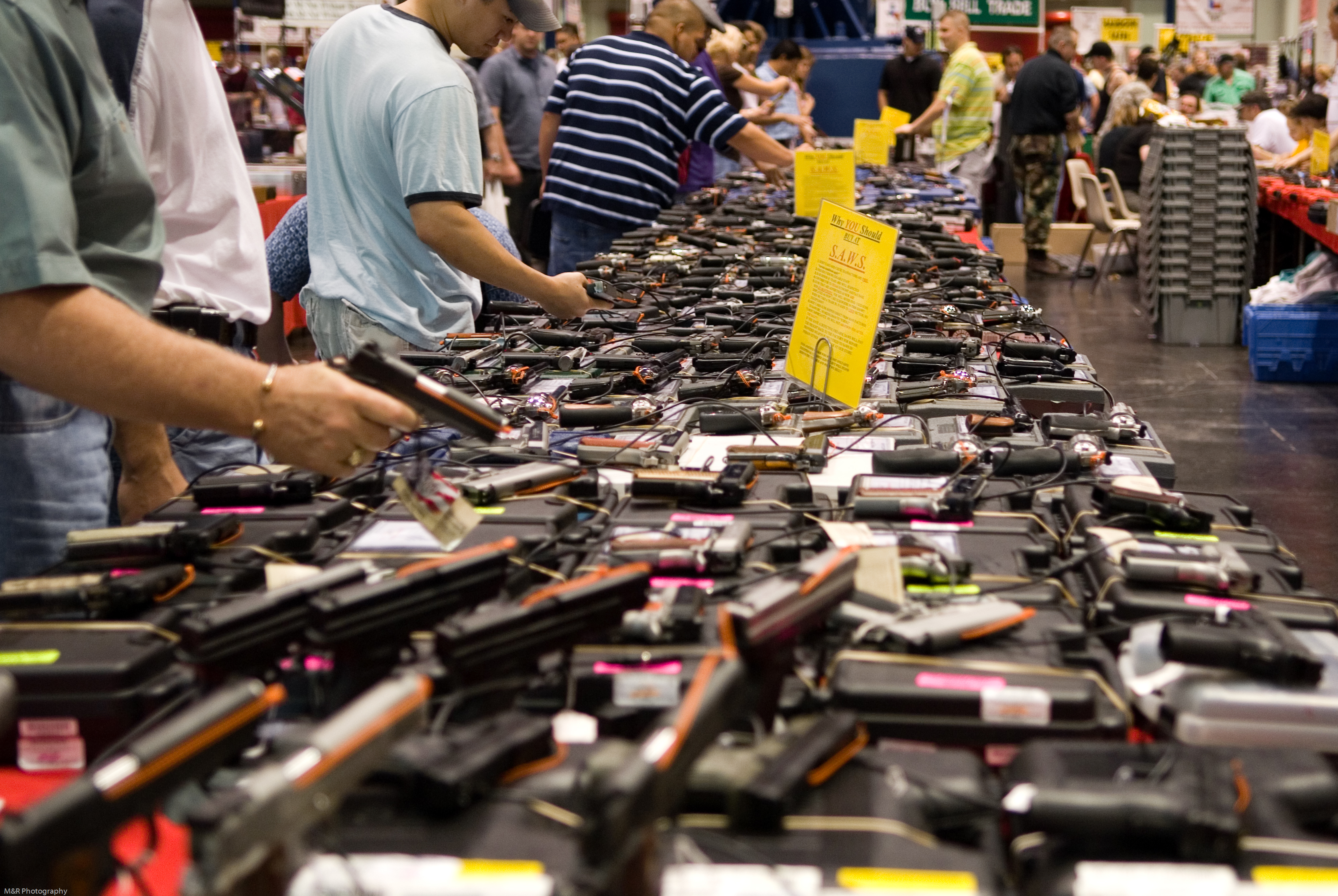
Feira de armas americana em Houston, no Texas.

Civis americanos possuem mais de 393 milhões de armas. "Os americanos representavam 4% da população mundial, mas possuíam cerca de 46% de todo o estoque global de 857 milhões de armas de fogo civis." Isto é três vezes mais armas do que o estoque combinado das forças armadas do mundo. Os civis americanos possuem mais armas "do que as portadas por civis nos outros 25 principais países juntos".

## Recepção
Os relatórios do Small Arms Survey são amplamente utilizados e considerados precisos, embora todos os números envolvam "algum grau de estimativa" e as estimativas para certos países sejam altamente incertas.   Em resposta a um relatório sobre o número de armas de fogo na Finlândia, o Ministério do Interior finlandês emitiu uma declaração dizendo que o número era inflacionado e completamente errado.

## Publicações
A publicação principal do projeto é o Small Arms Survey, uma revisão anual de questões globais relacionadas com armas ligeiras, como a produção, os estoques, a corretagem, as transferências legais e ilícitas de armas, os efeitos das armas ligeiras e as medidas nacionais, bilaterais e multilaterais para lidar com os problemas associados às armas portáteis. Publicado pela Cambridge University Press, é reconhecido como a principal fonte internacional de informações imparciais e confiáveis sobre todos os aspectos das armas leves. É amplamente utilizado por formuladores de políticas, funcionários governamentais e organizações não-governamentais.
- O Small Arms Survey 2007, intitulado Guns in the City.[27]
- O Small Arms Survey 2009, intitulado Shadows of War.[28]
- O Small Arms Survey 2010, intitulado Gangs, Groups, and Guns.[29]
- O Small Arms Survey 2011, intitulado States of Security.[30]
- O Small Arms Survey 2012, intitulado Moving Targets[31]
- O Small Arms Survey 2013, intitulado Everyday Dangers[32]
- O Small Arms Survey 2014, intitulado Women and Guns.[33]
- O Small Arms Survey 2015, intitulado Weapons and the World.[34]
- O Small Arms Survey 2018, intitulado Small Arms Survey reveals: More than one billion firearms in the world.[35]
- O Small Arms Survey 2018, intitulado Estimating Global Civilian Held Firearms Numbers.[36][15]
- O Small Arms Survey 2018, intitulado Estimating Global Military Owned Firearms Numbers.[37][16]
- O Small Arms Survey 2018, intitulado Estimating Global Law Enforcement Firearms Numbers.[38][17]

Além do anuário, o Small Arms Survey publica uma ampla gama de resultados de pesquisas periódicas. Isso inclui uma série de livros, artigos ocasionais, relatórios especiais, documentos de trabalho e breves resumos de questões e notas de pesquisa. Essas publicações apresentam resultados de pesquisas substanciais sobre dados, questões metodológicas e conceituais relacionadas a armas pequenas ou estudos de caso detalhados de países e regiões. A maioria deles é publicada em cópia impressa e também pode ser acessada no site do projeto.